# 大柳杭遗址
大柳杭遗址，位于山东省济南市长清区双泉镇大柳杭村，是中华人民共和国山东省文物保护单位之一。
1992年6月12日，授予山东省文物保护单位，是一座古遗址。